# ジョー・ロック

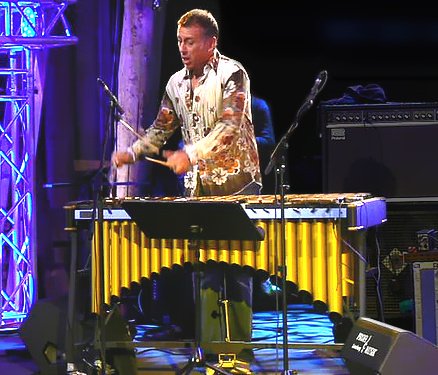
演奏するジョー・ロック（2007年）

ジョー・ロック（Joe Locke、1959年3月18日 - ）は、アメリカ合衆国のジャズ・ヴィブラフォン奏者。

## 略歴
カリフォルニア州パロアルト生まれのロックは、ニューヨーク州ロチェスターで育った。父親は音楽の教師だった。8歳の時にドラムとピアノを始め、5年後にはヴィブラフォンを始めた。ロック・バンドで活動した後、10代の頃にジャズに魅了され、ロチェスターのイーストマン音楽学校に入学した。
1981年にニューヨークに移り、ケニー・バロン、フレディ・コール、マーヴィン・スミス、エディ・ヘンダーソンのサイドマンとして活躍した。影響を受けたアーティストとして、ミルト・ジャクソンとボビー・ハッチャーソンを挙げている。1990年、スティープルチェイス・レコードより初のソロ・アルバム『Present Tense』をリリース。1999年には、デヴィッド・ヘイゼルタイン、エシエット・エシエット、ビリー・ドラモンドと共にバンド「Mutual Appreciation Society」を結成し、ピアニストのジェフ・キーザーと度々レコーディングを行っている。アルバム『Four Walls of Freedom』は、トマス・マートンの著作に基づいている。
2016年、ロチェスターの音楽の殿堂入りを果たした。ジョー・ロックは英国王立音楽アカデミーの国際ヴィブラフォン・コンサルタントを務め、名誉ARAMの称号を有している。また、ジャズ・ジャーナリスト協会よりマレット・インストゥルメンタリスト・オブ・ザ・イヤー賞を6回受賞している。

## ディスコグラフィ

### リーダー・アルバム
- Present Tense (1990年、SteepleChase)
- Scenario (1987年、Cadence Jazz)
- But Beautiful (1991年、SteepleChase) ※with ケニー・バロン
- 『ロンギング』 - Longing (1991年、SteepleChase)
- Wire Walker (1993年、SteepleChase)
- Moment to Moment (1995年、Milestone)
- Very Early (1995年、SteepleChase)
- 『ミッション:インポシィブル (スパイ大作戦のテーマ)』 - Mission ; Impossible (1997年、MELDAC)
- 『イングリッシュ・ペイシェント～シネマ・ロマンティックス』 - Sound Tracks (1997年、Milestone)
- 『オードリーが愛した調べ～ヘンリー・マンシーニに捧ぐ』 - Tribute to Henry Mancini (1998年、Keystone)
- Mutual Admiration Society (1999年、Sharp Nine) ※with デヴィッド・ヘイゼルタイン
- Saturn's Child (1999年、OmniTone) ※with フランク・キンブロー
- Beauty Burning (2000年、Sirocco)
- Storytelling (2001年、Sirocco)
- State of Soul (2002年、Sirocco)
- The Willow with Frank Kimbrough (2002年、OmniTone)
- Four Walls of Freedom (2003年、Sirocco)
- Dear Life (2004年、Sirocco)
- 『セイリング』 - Sailing (2004年、M&I)
- 『おもいでの夏』 - Summer Knows (2004年、Eighty-Eight's) ※ザ・ニュー・サウンド・カルテット名義
- 『サマータイム』 - Summertime (2005年、Eighty-Eight's) ※ザ・ニュー・サウンド・カルテット名義
- Revelation (2005年、Sharp Nine)
- Live in Seatlle (2005年、Sharp Nine) ※with ジェフ・キーザー
- Sticks and Strings (2007年、Jazz Eyes)
- Force of Four (2008年、Origin)
- Live at JazzBaltica (2008年、MAXJAZZ) ※with トリオ・ダ・パス
- Mutual Admiration Society 2 (2009年、Sharp Nine) ※with デヴィッド・ヘイゼルタイン
- Nocturne for Ava (2009年、Origin) ※with ボブ・スナイダー
- For the Love of You (2010年、E1)
- Via (2011年、Origin)
- Signing (2012年、Motema)
- Wish Upon A Star (2012年、Motema)
- Lay Down My Heart (2013年、Motema)
- Love Is a Pendulum (2015年、Motema)
- Subtle Disguise (2018年、Origin)
- Makram (2023年、Circle 9)